# 山口光一 (政治家)
山口 光一（やまぐち こういち、1929年〈昭和4年〉11月18日 - 2008年〈平成20年〉9月14日）は、日本の政治家。自由民主党所属。参議院議員（1期）を歴任。

## 経歴
埼玉県深谷市出身。1953年（昭和28年）早稲田大学第一政経学部政治学科卒。同年自由党政務調査会勤務となった。1955年（昭和30年）の保守合同により自由民主党本部職員となる。1980年（昭和55年）に事務局次長、1983年（昭和58年）に事務局長に就任する。1986年（昭和61年）の参院選で比例区から立候補するが名簿順位が25位（最下位）のため落選。1990年（平成2年）に宮田輝の死去により繰り上げ当選する。同年8月20日に当選が告示された。当選後も事務局長を兼任した。1992年（平成4年）の参院選でも27位と再び最下位となったため落選した。